# Marlon Brando
Marlon Brando [márlon brándo], ameriški filmski in gledališki igralec, * 3. april 1924, Omaha, Nebraska, ZDA, † 1. julij 2004, Los Angeles, Kalifornija, ZDA.
Marlon Brando je po mnenju mnogih eden največjih igralcev vseh časov. Igral je v filmih Boter,  Noč Iguana, Apokalipsa zdaj, Upor na ladji Bounty, Zadnji tango v Parizu, Tramvaj poželenja, Don Juan DeMarco, itd. Brando je bil biseksualec.